# Étienne Budry
Pour les articles homonymes, voir Budry.
Étienne Budry, né en 1980, est un joueur suisse de Scrabble. Membre du club de Scrabble de Nyon, il devient champion de Suisse en 2004 avant de déménager en France. 
En 2008, il remporte le Championnat de France de Scrabble duplicate, devenant ainsi l'un des rares joueurs ayant été champion national de deux pays différents. Il y ajoute le titre de Champion de France par paires avec sa partenaire Eugénie Michel, et en 2009 il remporte le Simultané mondial au mois de janvier et la Coupe de Biarritz au mois de mars.
Vainqueur du Championnat de France de Scrabble duplicate en 2012 et second deux mois plus tard aux Championnats du monde de Scrabble francophone à Montauban, il devient numéro un au classement international de Scrabble duplicate en août 2012.

## Palmarès
- Vainqueur de la Coupe d'Aix-les-Bains : 2002, 2022
- Vainqueur de la Coupe de Vichy : 2011
- Champion de Suisse : 2004, 2024[4]
- Champion de France par paires : 2008
- Champion de France de Scrabble duplicate : 2008, 2012
- Vainqueur du Simultané mondial : 2009
- Vainqueur de la Coupe de Biarritz : 2009

## Publications
- Gagnez au jeu Scrabble : tous les secrets pour mieux jouer, Paris, Larousse, 2005, 448 p. (ISBN 2-03-560370-6)Coécrit avec Aurélien Delaruelle, Pierre-Olivier Georget, Jean-Pierre Hellebaut, Olivier Papleux et Maurice Paradis
- 200 jeux pour s'entraîner au scrabble, Larousse, coll. « santé & loisirs », 2008 (ISBN 978-2-03-584355-5)Coécrit avec Nicolas Aubert, Pierre Calendini, et Michel Duguet